# Липатов, Константин Сергеевич
Константин Сергеевич Липатов (03.06.1901 — 08.02.1961) — советский военачальник, участник Гражданской войны, Польского похода Красной армии (1939), Иранский поход (1941), Великой Отечественной войны, генерал-майор танковых войск (1944).

## Биография
Константин Липатов родился 3 июня 1901 года в селе Верхняя Орлянка, Самарского уезда Самарской губернии (ныне с. Верхняя Орлянка, Самарской область) в крестьянской семье. Русский. 
Окончил 5-классную гимназию (1918).
Член ВКП(б) с 1940 года. 
Образование. Окончил Оренбургские кавалерийские курсы (1921), Читинские повторные кавалерийские курсы при 5-й армии (1924), 2-е Новочеркасские кавалерийские КУКС (1927).

### Служба в армии
В РККА призван 21 ноября 1918 года начальник штаба Бугурусланским РВК. 

С ноября 1918 года красноармеец комендантской команды станции ?? Туркестанский фронт. С октября 1919 года красноармеец 2-го кавалерийского полка Красных командиров. С января 1920  года  красноармеец 3-й Туркестанской кавалерийской дивизии. С марта 1920 года курсант 3-х Оренбургских кавалерийских курсов. С июля 1920 года  командир взвода 29-го кавалерийского полка 5-й Кубанской кавалерийской дивизии 5-й Краснознамённой армии.
С июля 1921 года  помощник командира эскадрона, с ноября 1921 года командир эскадрона 27-го кавалерийского полка 5-й кавалерийской дивизии. С мая 1922 года командир эскадрона, с апреля 1923 года помощник командир по строевой части 1-го Кубанского кавалерийского полка отдельной Дальне-Восточной кавалерийской бригады.
С июля 1924 года начальник полковой школы 85-го Кубанского кавалерийского полка 9-й отд. Дальневосточной кавалерийской бригады. 
С июля 1930 года помощник командира 87-го Забайкальского кавалерийского полка по хозяйственной части 9-й отдельной Дальневосточной кавалерийской бригады. 
С ноября 1931 года по август 1933 года начальник штаба, врид командира 86-го Новозаволжского кавалерийского полка 9-й Дальневосточной кавалерийской бригады. 
С июля 1934 года начальник штаба 71-го Ульяновского кавалерийского полка 8-й Дальневосточной кавалерийской бригады. 
С марта 1935 года начальник штаба 16-й кавалерийской дивизии в составе вновь сформированного 5-го кавалерийского корпуса. В 1938 году кавдивизия переброшена на Украину. В сентябре-октябре 1939 года участвовал в Освободительном походе в Западную Украину в составе 5-го кавкорпуса.  К июлю 1940 г. 16-я кавдивизия дислоцировалась в Станиславе. В июле 1940 года обращена на формирование 6-й отдельной танковой дивизии Закавказского военного округа.
С 14 августа 1940 года полковник Липатов — начальник штаба 6-й отдельной танковой дивизии (Закавказский военный округ) 28-го механизированного корпуса.

### В Великую Отечественную войну
В июле 1941 года 6-я отдельная танковая дивизия в составе 47-й армии. С 25 августа в составе советских войск в Иране.
В августе — сентябре 1941 года он участвовал в Иранской операции Красной Армии. В октябре того же года на базе частей 6-й отдельной танковой дивизии ЗакВО были сформированы две танковые бригады. 23 октября 1941 года 6-я танковая дивизия была переформирована в 6-ю танковую бригаду. Константин Липатов занимал должности заместителя командира 6-й танковой бригады. 
С января по июнь 1942 года – командир 54-й танковой бригады.
С июня 1942 года – начальник штаба автобронетанкового управления Юго-Западного фронта. 
В сентябре 1942 года Константин Липатов был заместителем командующего бронетанковыми и механизированными войсками 21-й армии. Принимал участие в Сталинградской битве.
Из наградного листа к ордену Суворова 1-й степени от 8 декабря 1942 года: 

“Полковник Липатов много уделил внимания вопросам подготовки танковых войск армии к прорыву оборонительной полосы и нанесению главного удара противнику.

В период проведения наступления войск армии, начиная с 19 ноября 1942 года тов. Липатов проявил исключительную инициативу в организации взаимодействия танковых подразделений с другими родами войск, умело руководил танковым корпусом и приданными тремя танковыми полками прорыва, в следствии чего войсками армии были разгромлены крупные группировки противника, взяты десятки тысяч пленных, захвачены большие трофеи”— 
.
С мая 1943 года Константин Липатов занимал должность командующего бронетанковыми и механизированными войсками 6-й гвардейской армии, которая освобождала от нацистов Прибалтику. 
В марте 1944 года ему было присвоено звание генерал-майора танковых войск.

### После войны
Приказом МВС СССР № 0761 от 02.07.1947 г. уволен в запас по ст. 43. Жил в Риге.
Умер 8 февраля 1961 года. Похоронен в Самаре на Городском кладбище.

## Награды
- Орден Ленина (21.02.1945)[7];
- Орден Красного Знамени, четыре: (04.02.1943)[8], (20.08.1944)[9], (19.09.1944)[9], (03.11.1944)[10];
- Орден Отечественной войны I степени (10.01.1944)[7];
- Медаль XX лет РККА, (1938)[3];
- Медаль «За оборону Сталинграда» (22.12.1942)[3];

- Медаль «За победу над Германией в Великой Отечественной войне 1941-1945 гг.» , 9 мая

1945 года;
- Юбилейная медаль «30 лет Советской Армии и Флота»;
- Юбилейная медаль «40 лет Вооружённых Сил СССР»;

## Воинские звания
- майор (Приказ НКО № 6431 от 27.01.1936),
- полковник (Приказ НКО № 03470 от 31.07.1939)[12],
- генерал-майор танковых войск(Постановление СНК СССР № 274 от 11.03.1944)[12]

## Память
- Имя воина увековечено в Главном Храме Вооружённых сил России и на мемориале «Дорога памяти»[13][12].